# Боб Крюгер
Роберт Чарльз «Боб» Крюгер (англ. Robert Charles «Bob» Krueger; 19 вересня 1935, Нью-Браунфелс, Техас — 30 квітня 2022) — американський політик, конгресмен і дипломат, член Палати представників США (1975–1979), сенатор США від штату Техас (1993), член Демократичної партії, посол США у Бурунді (1994–1995) і Ботсвані (1996–1999).

## Біографія
Роберт Чарльз Крюгер народився у місті Нью-Браунфелс штату Техас 19 вересня 1935. Після закінчення школи у Нью-Браунфелс він вступив до Південного методистського університету у Далласі і закінчив його у 1957 році, здобувши ступінь бакалавра мистецтв (BA), а у 1958 році він здобув ступінь магістра мистецтв (MA) в Університеті Дьюка (Дарем, Північна Кароліна).
Після цього у 1964 році він здобув докторський ступінь (Ph.D.) з англійської літератури у Коледжі Мертон Оксфордського університету в Англії. Повернувшись до США, він викладав англійську літературу в Університеті Дьюка, а також до 1973 року був заступником проректора і деканом коледжу мистецтв і наук Університету Дьюка.
У 1974 році він був обраний членом Палати представників США від 21-го виборчого округу Техасу. Як представника демократів його зараховували до «Вотергейтського класу», тобто до групи політиків, яким Вотергейтський скандал допоміг пройти до Конгресу США.
У Палаті представників США Крюгер пропрацював два терміни, з 3 січня 1975 по 3 січня 1979, і не став переобиратися на третій термін. Замість цього у 1978 році він вирішив брати участь у виборах сенатора США від Техасу, але у впертій боротьбі програв з різницею у 0,3 % голосів чинному сенаторові Джону Тауеру.
З 1979 по 1981 рік Крюгер працював послом з особливих доручень і координатором американо-мексиканських відносин, а з 1981 по 1993 рік працював у своїй компанії «Krueger Associates», а також викладав у ряді університетів.
У січні 1993 року тодішня губернатор Техасу Енн Річардс призначила Крюгера сенатором США замість Ллойда Бентсена, який став міністром фінансів США. У червні 1993 року проходили вибори сенатора США від Техасу, щоб продовжити термін Бентсена (який закінчувався у січні 1995 року). Крюгер брав участь у цих виборах, але програв їх Кей Бейлі Гатчісон. Таким чином, Крюгер пробув на посаді сенатора США менше п'яти місяців.
У 1994 році президент США Білл Клінтон призначив Крюгера послом США у Бурунді, а з 1996 по 1999 рік він був послом США у Ботсвані. У 1998–2000 роках Крюгер також був спеціальним представником Державного секретаря США у 14 країнах півдня Африки, що розвиваються. Після цього Крюгер продовжив свою викладацьку діяльність як запрошений професор.